# Gräsmartorn
Gräsmartorn eller agavemartorn (Eryngium agavifolium) är en växtart i släktet martornar och familjen flockblommiga växter. Den beskrevs av August Heinrich Rudolf Grisebach 1874.
Arten är en perenn ört som förekommer i norra och centrala Argentina men även odlas som prydnadsväxt i andra delar av världen. Den är rapporterad som förvildad i Storbritannien.

## Bildgalleri

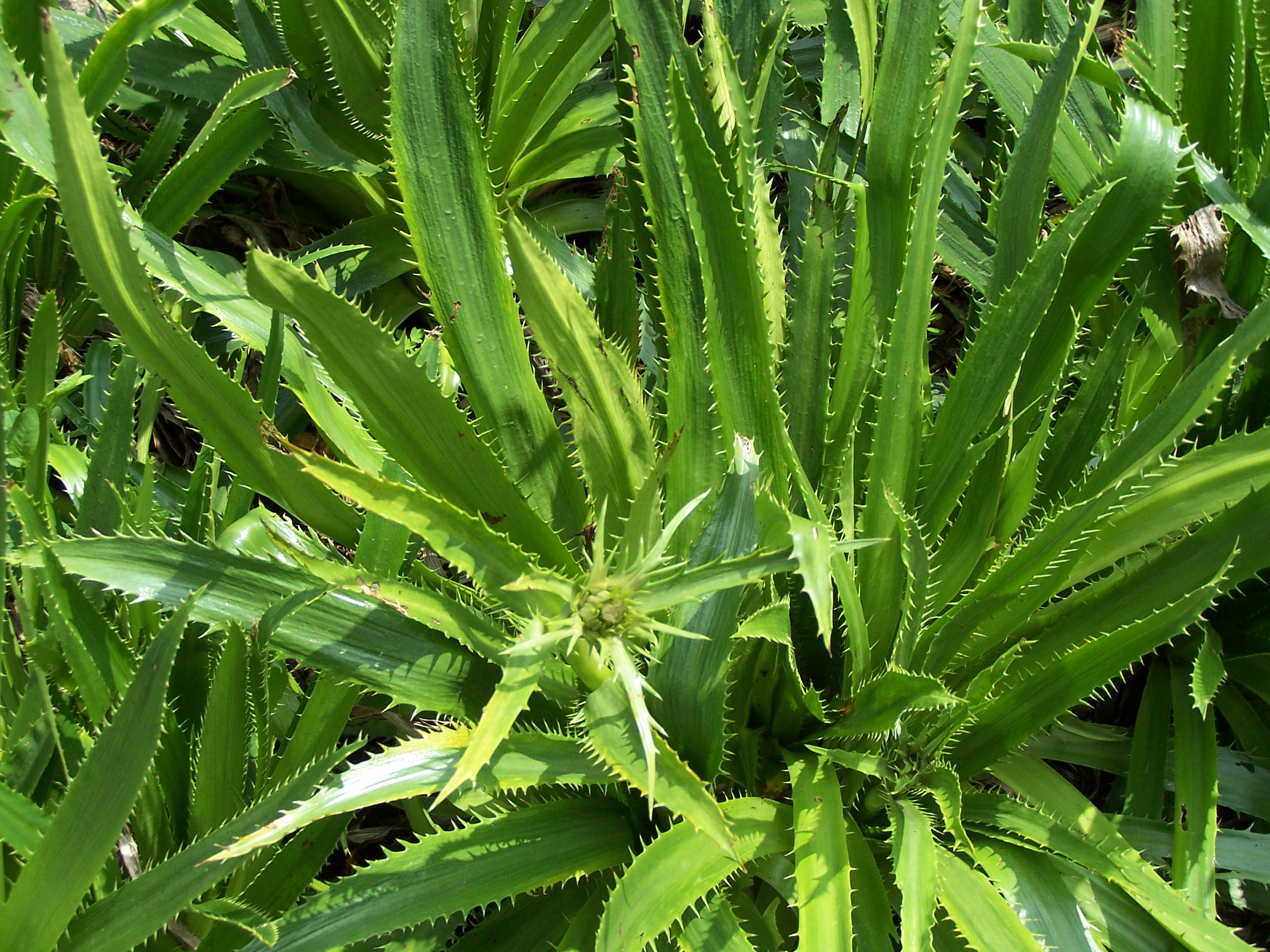
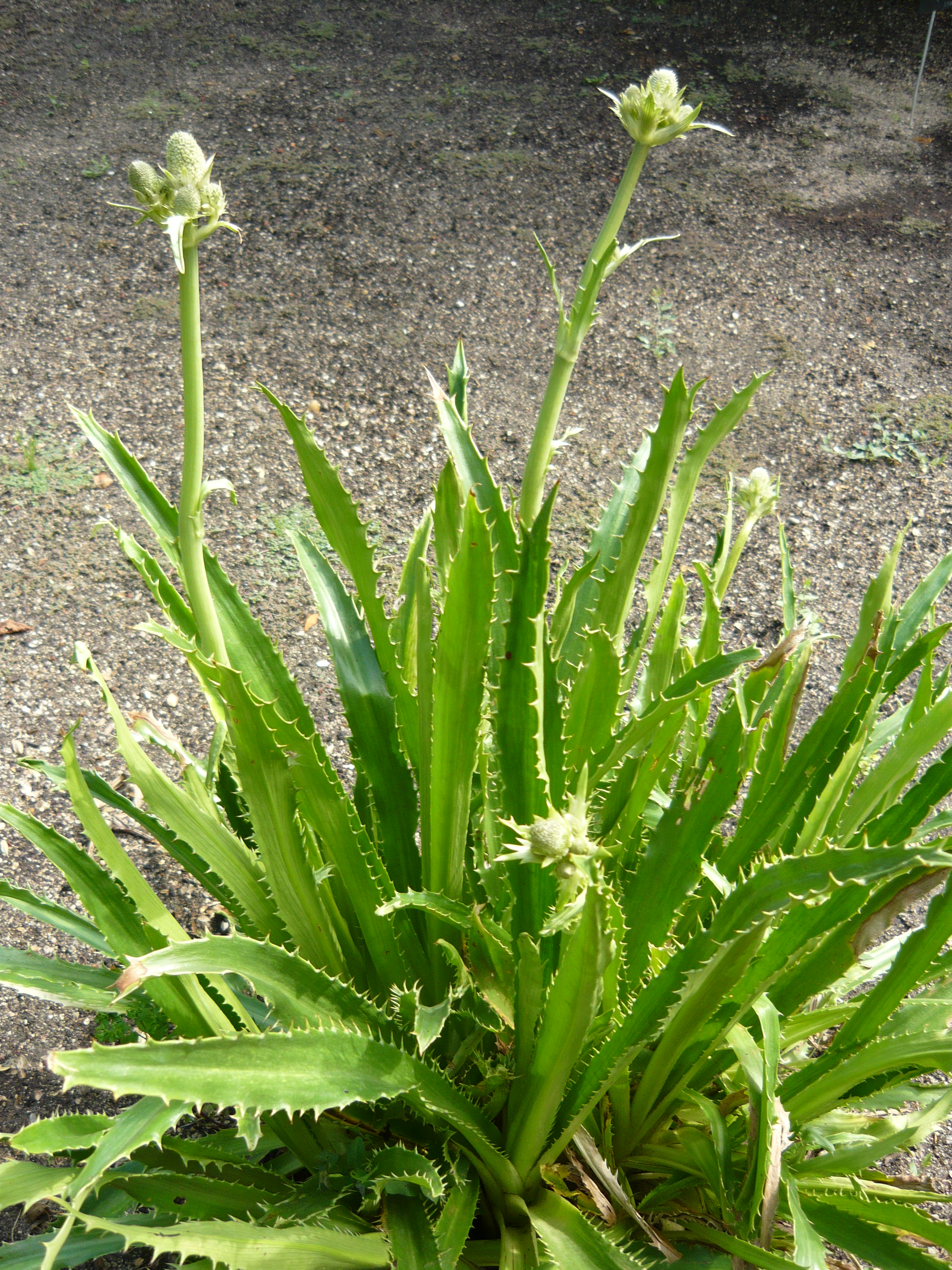
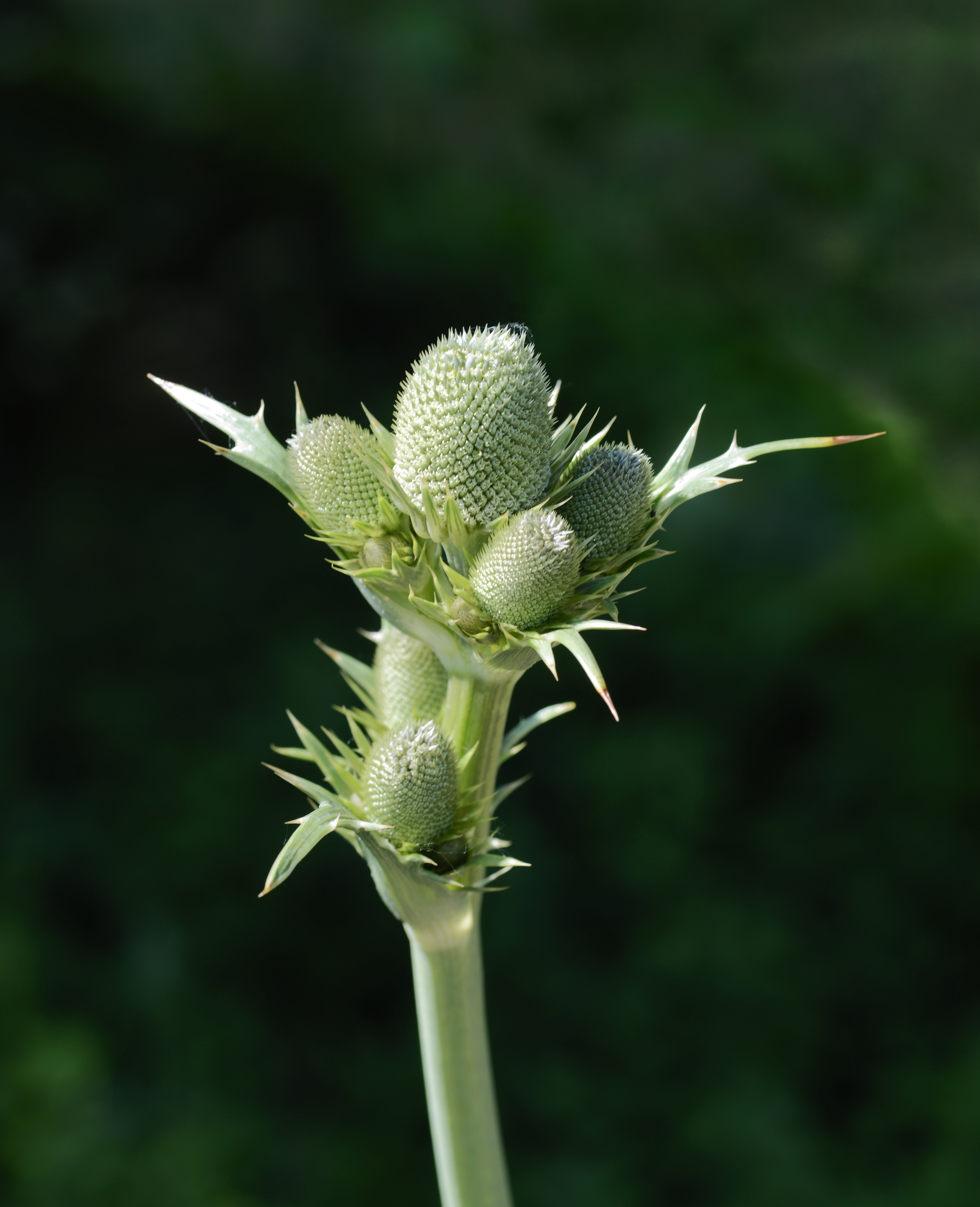
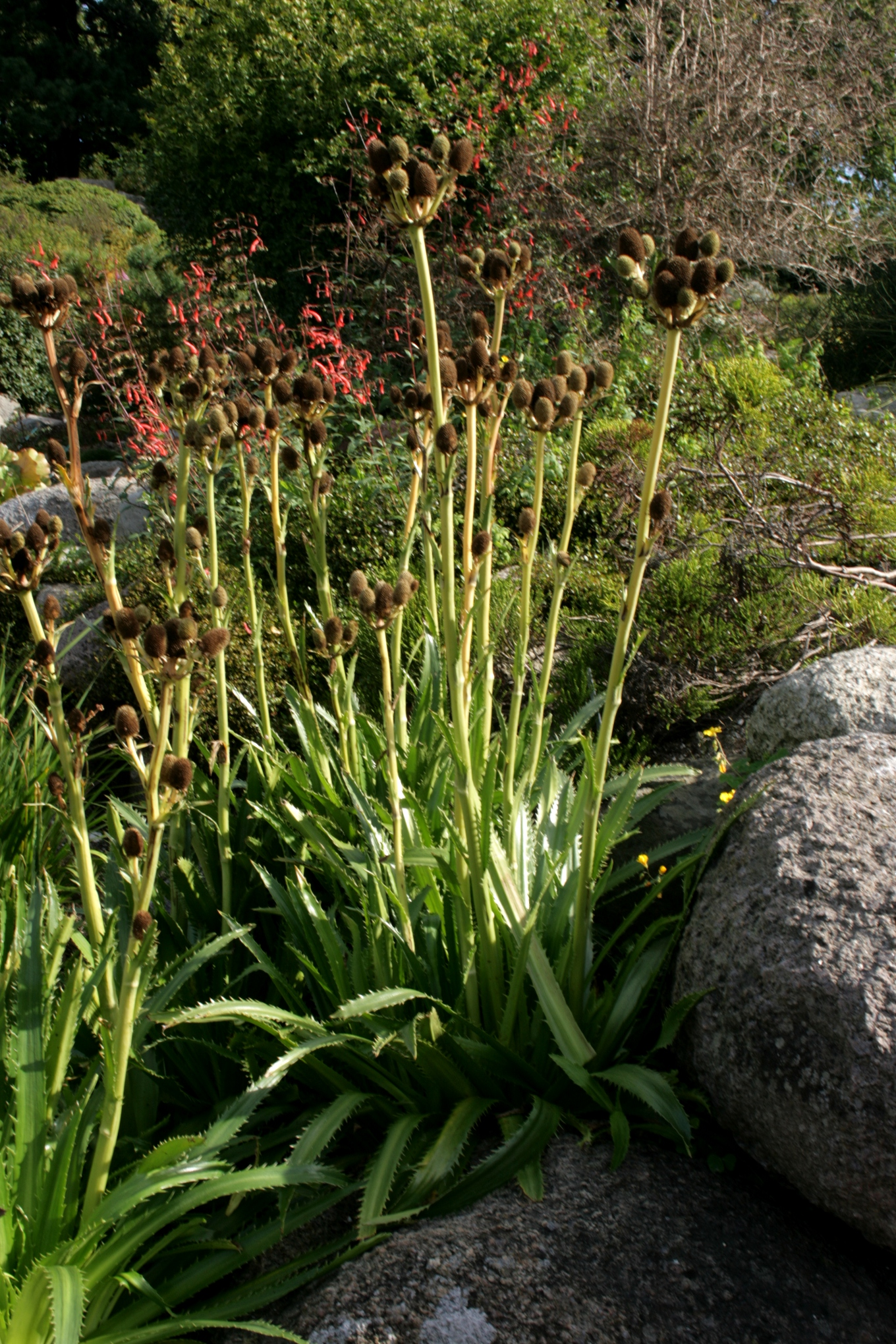